# BX442

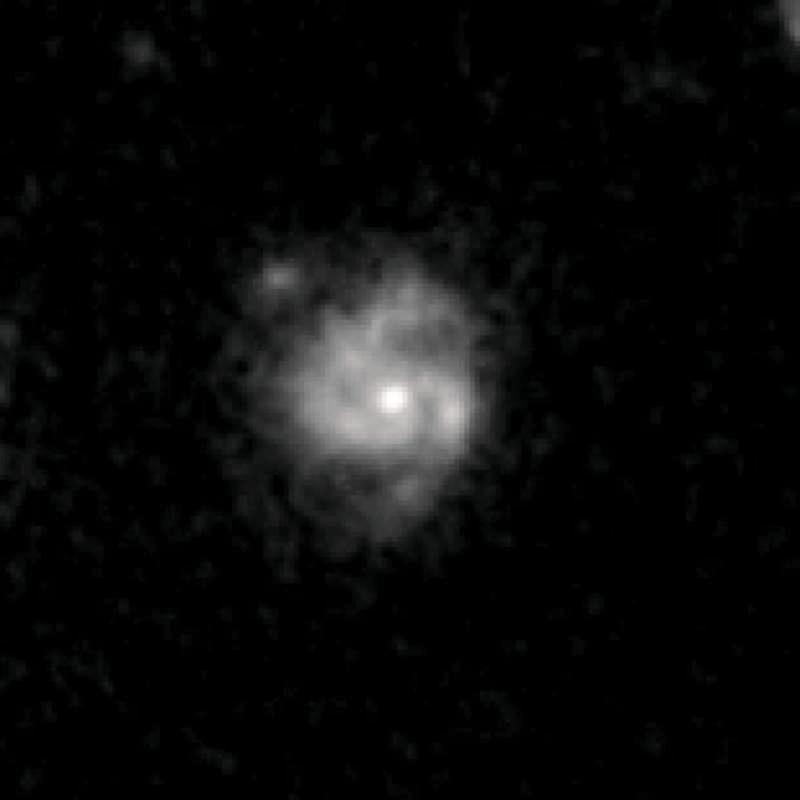
BX442 est une galaxie spirale située à environ 10,7 milliards d'années-lumière de la Terre. Elle est remarquable pour sa forme spiralée bien ordonnée, qui contredit les théories selon lesquelles les galaxies spirales n'existaient pas encore à cette distance et à cette époque de l'univers.

BX442 est une galaxie spirale « grand design » (dont les bras spiraux sont nets et bien formés). C'est la plus vieille galaxie spirale connue dans l'univers avec un âge de 10,7 milliards d'années. Elle rend perplexe les astrophysiciens pour qui elle ne devrait pas exister car ce genre de galaxies se forme plus tard après le big bang d'après les modèles en vigueur en 2012, ce qui amènera à soit revoir les modèles de formation des galaxies, soit la théorie du big bang elle-même.